# Brie Bella
Brianna Monique Danielson (San Diego, 21 de novembro de 1983), também conhecida como Brie Bella e Brie Garcia, é uma personalidade de televisão e ex-lutadora profissional americana. Ela é mais conhecida por sua passagem na WWE.
Em 2007, Garcia assinou com a WWE e foi designada para o território de desenvolvimento Florida Championship Wrestling, ao lado de sua irmã gêmea Nikki, formando a dupla The Bella Twins. Ela fez sua estreia na marca SmackDown em 2008. Brie foi uma vez campeã das Divas da WWE, e ela e Nikki foram induzidas ao Hall da Fama da WWE em 2021 como The Bella Twins. Durante sua passagem pela WWE, ela também foi estrela da série de reality TV Total Divas, e ela e Nikki ganharam seu próprio spin-off, Total Bellas.
Nos últimos anos de sua carreira na WWE, Brie fez apenas aparições esporádicas, mas atuou como embaixadora da empresa. Após o término de seu contrato com a WWE em 2023, ela e Nikki anunciaram que aposentariam o sobrenome "Bella" e retornariam ao nome de solteira legal "Garcia" profissionalmente, reintroduzindo-se como The Garcia Twins.

## Início de vida
Brianna Monique Garcia-Colace nasceu em San Diego, Califórnia, e foi criada em uma fazenda nos subúrbios de Scottsdale, no Arizona. Ela nasceu dezesseis minutos depois de sua irmã gêmea, Nicole, filha dos pais Jon Garcia e Kathy Colace. Ela tem ascendência italiana e mexicana. Apaixonadas por futebol, ela e sua irmã gêmea jogaram no time de Scottsdale durante o ensino fundamental. Garcia-Colace se formou no Chaparral High School em 2002. Depois, retornou a San Diego para a faculdade, onde jogou futebol pelo Grossmont College, mas se mudou para Los Angeles um ano depois. Lá, trabalhou como garçonete no Mondrian Hotel enquanto tentava encontrar um agente.
Ela então começou a modelar, atuar e fazer trabalhos promocionais. Fez sua primeira aparição na TV nacional no programa de reality show da Fox Meet My Folks. Após essa aparição, as gêmeas Garcia foram contratadas para serem as World Cup Twins pela Budweiser e foram fotografadas segurando o troféu da Copa do Mundo. Elas foram participantes da "International Body Doubles Twins Search" de 2006 e, posteriormente, participaram do WWE Diva Search de 2006, mas não conseguiram ser selecionadas.

## Filmografia
| Filme     | Filme                                       | Filme                                        | Filme                                                                                       |
| Ano       | Filme                                       | Papel                                        | Notas                                                                                       |
| --------- | ------------------------------------------- | -------------------------------------------- | ------------------------------------------------------------------------------------------- |
| 2005      | Wedding Crashers                            | Convidada do casamento; não creditada; extra | Comédia romântica dirigida por David Dobkin.                                                |
| 2014      | Confessions of a Womanizer                  | Sally                                        | Comédia dramática dirigida e escrita por Miguel Ali.                                        |
| 2015      | The Flintstones & WWE: Stone Age SmackDown! | Brie Boulder (voz)                           | Filme animado direto para vídeo dirigido por Spike Brandt e Tony Cervone.                   |
| Televisão |                                             |                                              |                                                                                             |
| Ano       | Título                                      | Papel                                        | Notas                                                                                       |
| 2002/2003 | Meet My Folks                               | Ela mesma                                    | [ 11 ]                                                                                      |
| 2011      | Clash Time                                  | Ela mesma                                    | Episódio: "Turin" (temporada 1, episódio 9)                                                 |
| 2012      | Ridiculousness                              | Ela mesma                                    | Episódio: "The Bella Twins" (temporada 2, episódio 16)                                      |
| 2012      | Clash Time                                  | Ela mesma                                    | Episódio: "Mania Mania" (temporada 2, episódio 3)                                           |
| 2013–2019 | Total Divas                                 | Ela mesma                                    | Elenco principal (temporadas 1–8) Convidada (temporada 9)                                   |
| 2014      | Psych                                       | Ela mesma                                    | Episódio: "A Nightmare on State Street" (temporada 8, episódio 9)                           |
| 2016      | E! Countdown to the Red Carpet              | Ela mesma                                    | Oscar 2016 Prémios Emmy do Primetime de 2016                                                |
| 2016–2021 | Total Bellas                                | Ela mesma                                    | Elenco principal (temporadas 1–6) Produtora executiva                                       |
| 2018      | Drop the Mic'                               | Ela mesma                                    | Episódio: "WWE Superstars vs. GLOW / Laila Ali vs. Chris Jericho" (temporada 2, episódio 9) |
| 2018      | Miz & Mrs.                                  | Ela mesma                                    | Episódio: "A Simple Mizunderstanding"                                                       |
| 2020      | The Substitute                              | Ela mesma                                    | Episódio 1.5                                                                                |
| 2020      | Fight Like a Girl                           | Ela mesma                                    | Episódio: “The Bella Twins and Carly / Brie Bella and Shavonne”                             |
| 2020      | Celebrity Call Center                       | Ela mesma                                    | Episódio: "The Shift With the Baby on Board Bedroom How-To" (temporada 1, episódio 3)       |
| 2021      | The Bachelorette                            | Ela mesma                                    | (temporada 18, episódio 4)                                                                  |
| 2022      | The Real Dirty Dancing                      | Ela mesma                                    | Participante (4º lugar)                                                                     |
| 2022      | Oh Hell No! with Marlon Wayans              | Ela mesma                                    |                                                                                             |
| 2023      | Barmageddon                                 | Ela mesma                                    | Episódio 5: "Brie Bella vs. Sasha Banks"                                                    |
| 2023      | Nikki Bella Says I Do                       | Ela mesma                                    |                                                                                             |
| 2023      | Twin Love                                   | Co-apresentadora                             |                                                                                             |
| 2024      | AEW: Close Up with Renee Paquette           | Ela mesma                                    | 25 de agosto                                                                                |

### Videogames
| Ano  | Título                 | Notas                               | Ref.   |
| ---- | ---------------------- | ----------------------------------- | ------ |
| 2009 | SmackDown vs. Raw 2010 | Estreia em videogames               | [ 21 ] |
| 2010 | SmackDown vs. Raw 2011 |                                     | [ 22 ] |
| 2011 | WWE '12                | DLC – "Divas Pack"                  | [ 23 ] |
| 2012 | WWE '13                |                                     | [ 24 ] |
| 2013 | WWE 2K14               | DLC – "WWE Superstars & Moves Pack" | [ 25 ] |
| 2014 | WWE 2K15               |                                     | [ 26 ] |
| 2015 | WWE 2K16               |                                     | [ 27 ] |
| 2016 | WWE 2K17               |                                     | [ 28 ] |
| 2017 | WWE 2K18               |                                     | [ 29 ] |
| 2018 | WWE 2K19               |                                     | [ 30 ] |
| 2019 | WWE 2K20               |                                     | [ 31 ] |
| 2020 | WWE 2K Battlegrounds   |                                     | [ 32 ] |
| 2023 | WWE 2K23               |                                     | [ 33 ] |

### Videoclipes
| Ano  | Título                | Artista       |
| ---- | --------------------- | ------------- |
| 2004 | Right Side of the Bed | Atreyu        |
| 2008 | Everything Good       | Richie Kotzen |
| 2014 | Na Na                 | Trey Songz    |
| 2017 | Hollywood             | Sophia Grace  |

## Títulos e prêmios
- Pro Wrestling Illustrated

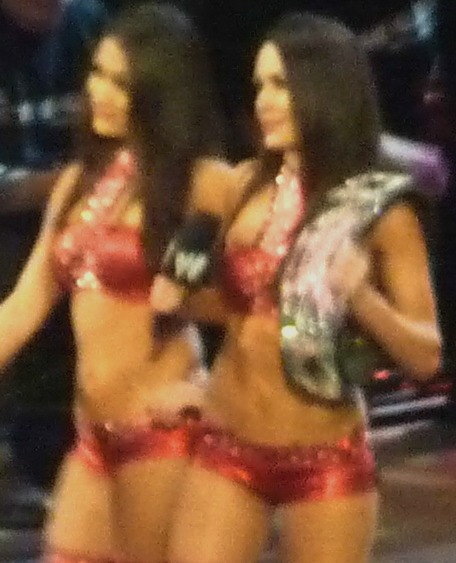
Brie (direita) foi uma vez campeã das Divas da WWE.

  - PWI a colocou na #12ª posição das 50 melhores lutadoras individuais no PWI Female 50 em 2015[34]
- Teen Choice Awards
  - Choice Female Athlete (2016) – com Nikki Bella
- Wrestling Observer Newsletter
  - Pior Rivalidade do Ano (2014) Brie vs. Nikki[35]
  - Pior Rivalidade do Ano (2015) Team PCB vs. Team B.A.D. vs. Team Bella[36]
  - Pior luta trabalhada do ano (2013) luta de eliminação de 14 mulheres no Survivor Series
- WWE
  - Campeonato das Divas da WWE (1 vez)[37]
  - Slammy Award (3 vezes)
    - Casal do Ano (2013, 2014) – com Daniel Bryan[38][39]
    - Diva do Ano (2013) – compartilhado com Nikki Bella[40]